# The Rocky Horror Show
The Rocky Horror Show es un musical rock producido y dirigido por Jim Sharman con guion de Richard O'Brien. Un tributo humorístico a las películas de terror y ciencia ficción Serie B de finales de los años cuarenta hasta principios de los setenta. El musical cuenta la historia de una pareja recién comprometida que queda atrapada en una tormenta y llega a la casa de un científico travesti, el Dr. Frank-N. -Furter, revelando su nueva creación, Rocky, una especie de monstruo al estilo de Frankenstein en la forma de un hombre musculoso físicamente perfecto.
La adaptación cinematográfica fue lanzada en 1975 bajo el nombre The Rocky Horror Picture Show y se convirtió en una película culto.

## Sinopsis

### Acto I
La acomodadora, Trixie, en un cine abandonado, presenta la película de esta noche en una canción ("Science Fiction/Double Feature"), con fantasmas enmascarados que prestan los coros.
Luego de asistir a la boda de Ralph Hapshatt y Betty Munroe, Brad Majors confiesa su amor a Janet Weiss ("Dammit, Janet") y ambos se comprometen. El narrador aparece y explica que Brad y Janet salen de Denton y van a visitar al Dr. Everett Scott, ex-tutor de ciencia de ambos, conduciendo durante una tormenta. Durante el viaje, una rueda del coche se pincha y se ven obligados a caminar bajo la lluvia a buscar un teléfono en un antiguo castillo ("Over at the Frankenstein Place").
El narrador explica que Brad y Janet se sienten "preocupados e inquietos," pero deben aceptar cualquier ayuda que se les presente. Al llegar, Riff Raff, el sirviente jorobado, los recibe y les comenta a la pareja que han llegado en la noche de una celebración muy especial. Su hermana Magenta, la criada, y Columbia, una groupie, entran en escena, y hablan brevemente acerca de un repartidor llamado Eddie antes de realizar el íconico número de baile de la obra ("The Time Warp"). Brad y Janet tratan de irse, pero son detenidos cuando el Dr. Frank N. Furter, un científico loco, transvestido y bisexual, aparece. Él se presenta como "un tranvesti dulce de Transexual, Transilvania", e invita a Brad y Janet a su laboratorio ("Sweet Transvestite"). En cuanto sube, Brad y Janet son dejados en ropa interior para secarse y son guiados hasta el laboratorio donde los visten con batas.
Frank ha reunido a los transilvanianos para mostrar su más reciente experimento, la creación de su propio monstruo, un ser similar al humano pero rubio y musculoso que al cobrar vida intenta huir ("The Sword of Damocles") pero es atrapado por Frank quien lo presume ante los asistentes y tras ver que Janet no siente atracción por él le explica como lo creó ("I Can Make You A Man"), en eso sale de un congelador un prisionero llamado Eddie que intenta huir ("Hot Patootie") pero es asesinado por Frank, quien al ver consternado a Rocky lo consuela y le demuestra su agrado llevándolo a un lecho nupcial ((Repetición) "I Can Make You A Man").

### Acto II

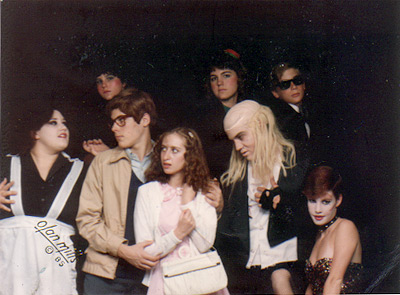
Actores imitando a los personajes de la obra.

Mientras intentan dormir, Frank seduce a Janet haciéndose pasar por Brad y luego a Brad haciéndose pasar por Janet mientras Riff Raff y Magenta torturan y persiguen a Rocky. Janet, confundida, se encuentra con Rocky, herido y confundido en el cuarto de control y de pronto ven a través de una pantalla a Frank seduciendo a Brad, lo cual desilusiona a Janet quien se arroja a los brazos de Rocky ("Touch-a Touch-a Touch-a Touch Me" / Toca, toca, toca, tócame).
Frank y Riff Raff, junto con Brad se ponen a buscar a Rocky y finalmente lo ven en las pantallas siendo seducido por Janet, para desilusión de Frank y Brad ("Once in a while" / Una vez en la vida). En eso, Riff Raff detecta la presencia de otra persona en el castillo, el Dr. Scott, que es un rival científico, Brad lo reconoce y Frank se indigna al saberlo. Pronto se reúnen con él, sorprendiendo a la vez a Janet y a Rocky. El Dr. Scott le hace notar a los demás que Eddie era su sobrino ("Eddie´s Teddy") antes de que Frank les diga que están justo cerca de sus restos.
Acto seguido, Frank atrapa a sus huéspedes paralizando sus piernas y cuando Janet se da cuenta de que, al ser extraterrestres, corren grave peligro intenta huir pero es convertida en estatua junto con Brad, el Dr. Scott, Columbia y Rocky ("Planet, Schmanet, Janet"), Frank decide retenerlos para hacer un "floor show" con ellos, ataviándolos con lencería y tacones.
Una vez revividos, Columbia, Rocky, Brad y Janet comienzan a bailar y a soltar sus inhibiciones ("Rose tint my world"), para después ser completamente seducidos por Frank comenzando una orgía ("Don´t Dream it, be it" / No lo sueñes, vívelo) que es interrumpida por el propio Frank con un número final ("Wild and untamed thing" / Cosa salvaje e indomable) que termina inesperadamente con la presencia de Riff Raff y Magenta vestidos con ropas extraterrestres y armas láser.
Riff Raff le dice a Frank que ha usurpado su posición y que ha decidido regresar a Transilvania, pero Frank le pide un gesto de simpatía pues desea quedarse a seguir seduciendo humanos ("I´m coming home" / Me voy a casa). Sin embargo, Riff Raff, impasible, mata a Frank, Rocky y Columbia con su pistola de anti-materia y ordena a Brad, Janet y el Dr. Scott a que abandonen la casa pues es una nave espacial. La nave sale volando en el espacio mientras unos agónicos Brad, Janet y Scott intentan alejarse del lugar ("Superheroes").
Para concluir su relato, el narrador dice "Y arrastrándose sobre la faz del planeta, insectos llamados la raza humana, perdidos en el tiempo, y perdidos en el espacio - y en significado."
La obra termina con una versión modificada de "Science Fiction / Double Feature" relatando lo visto.

## Canciones
- "Science Fiction/Double Feature" - Trixie
- "Dammit, Janet" - Brad y Janet
- "Over at the Frankenstein Place" - Brad, Janet y Riff Raff
- "Sweet Transvestite" - Frank N. Furter
- "The Time Warp" - Riff Raff, Magenta y Columbia
- "The Sword of Damocles" - Rocky
- "Charles Atlas Song" - Frank N. Furter*
- "Hot Patootie – Bless My Soul" - Eddie
- "Charles Atlas Song (Reprise)" - Frank N Furter*
- "Touch-a, Touch-a, Touch-a, Touch Me" - Janet, Magenta y Columbia
- "Once in a While" - Brad
- "Planet Schmanet Janet" - Frank N Furter
- "Rose Tint My World" - Columbia, Rocky, Brad y Janet
- "Don't Dream It, Be It/Wild and Untamed Thing" - Frank N. Furter y Riff Raff
- "I'm Going Home" - Frank N. Furter
- "Superheroes" - Brad, Janet y El Narrador
- "Science Fiction/Double Feature (Repetición)" - Trixie

*Renombradas para la adaptación cinematográfica de 1975 y las consiguientes adaptaciones como "I Can Make You A Man".

## Grabación del elenco
- 1973 Reparto de Londres
- 1974 Reparto del Roxy
- 1974 Reparto Australiano
- 1975 Brazilian Cast
- 1975 Film Soundtrack
- 1976 Reparto Mexicano
- 1977 Reparto Noruego
- 1978 Reparto de Nueva Zelanda (con Gary Glitter como protagonista)
- 1980 Reparto Alemán
- 1981 Reparto Australiano
- 1990 Reparto de Londres ("The Whole Gory Story")
- 1991 Reparto Islandés
- 1992 Reparto Australiano
- 1994 Reparto Alemán
- 1995 Reparto de Nueva Zelanda
- 1995 Reparto Finlandés
- 1995 Reparto Islandés
- 1995 Reparto Alemán
- 1996 Reparto Danés
- 1996 Reparto Catalán(protagonista Xavier Moran)
- 1996-97 Gira Europea
- 1997 Reparto Alemán
- 1998 Reparto de Londres
- 1998 Reparto Sudafricano
- 2001 Reparto de Broadway
- 2001 Reparto Coreano
- 2001 Reparto Peruano
- 2002 Reparto Filipino
- 2005 Reparto de Vancouver
- 2007 Reparto Panameño
- 2009 Reparto Mexicano
- 2010 Reparto Islandés
- 2011 Reparto Polaco
- 2011 Reparto Japonés